# 蜂屋謙入
蜂屋 謙入（はちや けんにゅう）は、戦国時代から安土桃山時代にかけての武将。津川氏とも称した。謙入は剃髪後の法号であり、諱は不明。

## 略歴
天正12年（1584年）3月、弟の津川義冬が主君・織田信雄によって殺害された際、津川義近とともに伊勢松ヶ島城に立て籠もって信雄の軍と戦うが敗れて退城し、その後豊臣秀吉に仕えた。
同15年（1587年）、秀吉の九州征伐に従い、7月に従五位下大膳大夫に任ぜられた。
天正17年（1589年）3月、聚楽第で発生した落書き事件に関連して、兄の津川義近が細川信良・尾藤知宣と共に巻き込まれて一時捕縛される事件が起きているが、歴史学者の木下聡は当時の状況から実際に捕縛されたのは弟の謙入の誤りであったとしている。
同年3月1日、『言経卿記』の翌日の条によれば、天満本願寺で、蜂屋謙入をさす「武衛ケンユウ」と尾藤道休という浪人衆が住宅を壊して町に放火する騒動を起こして、武衛兄弟（義近・謙入）と願得寺顕悟夫妻と道休、女房衆らが、町人によって逮捕されるという事件が起こった。秀吉の指示を受けた奉行増田長盛と石田三成が来て、道休は本願寺光佐の命令で斬首された。4日、山科言経は謙入に家具を渡すなど親しくしており、下間頼亮に成敗人の預物（財産）を隠し持っていないと誓書を出さされている。7日夜に顕悟は自害し、8日、道休の妻子と66人の町人が京都に連行されたとあるが、謙入らについては記述がない。
同18年（1590年）、小田原征伐にも従軍し、義近とともに北条氏政の助命を秀吉に進言するが、秀吉の機嫌を損ねて失敗した。
文禄元年（1592年）、文禄の役では肥前名護屋城に駐屯し、西丸の警備を行った。
同2年（1593年）閏9月に死去し、家名は断絶した。